# Stadionul Mogoșoaia
Het Stadionul Mogoșoaia is een multifunctioneel stadion in Mogoșoaia, een plaats in Roemenië.
In het stadion is plaats voor 2.000 toeschouwers. Het stadion werd geopend in 2002. Het stadion werd ook gebruikt voor het Europees kampioenschap voetbal mannen onder 19 van 2011. Er werden drie groepswedstrijden en een halve finale gespeeld.